# Horní Věstonice
Horní Věstonice é uma comuna checa localizada na região de Morávia do Sul, distrito de Břeclav‎.

## Ligações Externas
- Escritório Estatístico Tcheco: Municipalidades de Distrito de Břeclav